# Homofobia internalizada
Homofobia internalizada é o medo, ódio ou repulsa da própria homossexualidade. Este medo, ódio, rejeição e desvalorização são frequentemente projetados de forma consciente e inconsciente a outros membros da comunidade LGBTQ.
A homofobia internalizada é uma derivação da orientação sexual egodistônica, tendo como diferença principal o fato de não ser reconhecida pelo próprio indivíduo, exteriorizando-se através de outras formas, enquanto nesta o indivíduo toma consciência de sua orientação e insatisfeito, deseja a alteração ou readequação desta a sua própria autoimagem.
De acordo com um estudo feito em conjunto pelas universidades norte-americanas de Essex, Rochester e Califórnia, a homofobia tende a ser maior entre homossexuais ou bissexuais. Nestes, a homofobia direcionada de forma verbalmente ou fisicamente violenta às outras pessoas que também sentem atração por aqueles do mesmo sexo seria um jeito encontrado para reprimir o próprio desejo que, por diferentes motivos, é inaceitável para si próprio. O resultado foi publicado em abril de 2012 no "Journal of Personality and Social Psychology".

## Manifestações
Apenas os profissionais de psiquiatria ou psicologia são legalmente habilitados para descrever e diagnosticar manifestações, que podem ser originadas de outras patologias que acometem inclusive assumidos e membros de movimentos LGBT.
1. Nunca sentir-se satisfeito consigo mesmo com tendências para o perfeccionismo.
2. Pensamentos obsessivos e comportamentos compulsivos.
3. Baixa auto-estima e imagem negativa do próprio corpo.
4. Vergonha, depressão, defensividade, raiva e ressentimento.
5. Controle contínuo de comportamentos, maneirismos, crenças e ideias.
6. Práticas sexuais não seguras e outros comportamentos destrutivos e de risco, incluindo riscos de gravidez e de ser infectado com HIV.
7. Separar sexo, amor e medo de intimidade. Por vezes pouco ou nenhum desejo sexual.
8. Abuso de substâncias como comida, álcool e drogas.
9. Desejo, tentativa e concretização de suicídio.